# 林榮順
林榮順（1991年—2015年1月6日），香港土生土長的90後視障人士、基督徒、社工學生、盲人足球員、港隊代表、馬拉松傑出運動員、生命教育大使、城市大學校友、聖保羅書院校友、心光學校校友、多個團體活躍義工等，曾代表香港盲人體育總會（盲體會）為香港盲人足球隊在國際賽射入史上第一球。

## 生平
林榮順4歲時遭遇醫療疏失，導致永久失明。中學時曾患上脊柱側彎症，2008年手術後接受醫生建議多運動，開始練跑，曾參加渣打馬拉松10公里及半馬。2011年加入香港盲人體育總會盲人足球隊後，在2013年泰國盲人足球公開賽為港隊射入歷史性一球。
2014年12月16至17日，香港盲人體育總會在京士柏運動場舉辦「2014香港盲人足球（5人制）公開賽」，香港以東道主身份迎戰中國、印度、馬來西亞及泰國隊。2014年12月17日上午對中國隊的賽事中，林榮順也為港隊射入這次比賽港隊唯一的進球。下午對馬來西亞的賽事結束後，他在頒獎典禮上感到身體不適，隨後送醫救治，延續三週後，於2015年1月6日凌晨不治。

## 死亡過程及後續發展
2014年12月17日下午2時半至3時半，林榮順代表盲體會參賽對馬來西亞隊的最後一場賽事。完場前約3至5分鐘，林榮順的頭部疑似遭到對方前鋒球員搶位猛撞，當時他向球證表示沒問題可以繼續比賽。賽後榮順向教練反映感到頭痛不適，事隔約兩小時並在賽後檢討後由聖約翰救傷隊送院搶救，醫生證實他腦震盪。醫生表示，林榮順腦部長期缺氧，推斷可能是延誤送院所至。
住院期間，盲體會要求會員不要探病。醫生表示，榮順腦部長期缺氧，推斷可能是延誤送院所至。
林榮順於2015年1月6日凌晨辭世，死因至今未明。1月9日，盲體會未獲家人同意，擅自向傳媒公開榮順個人資料。1月10日至31日，盲體會企圖挪用義工和會員捐款作為盲體會向家人的補償，後被會員發現風波才獲平息。2月7日 有會員在 WhatsApp 群組向職員查詢有關盲體會的失當問題，職員先是洗版了事，其後在多番追問下，職員曾答應在合理時間回覆，至今卻沒有信守承諾，就失當問題作交代。
2015年2月10日，盲體會項目經理譚偉昌及足球隊隊長廖德健帶領聲稱是林榮順同學的「通靈」人士蔡小姐前往林家 ，宣稱林榮順亡靈「上身」哭訴，指他的死因是「醫院疏忽」和說出相關護士的姓氏。靈媒稱榮順是自己不小心跌倒，頭纏過手，有人衝過來後跌倒 。其後盲體會職員又要求林母簽署不明文件，唯林母自認文盲，跟社工林姑娘商量後決定不簽署文件。同年2月13至14日，榮順家人舉行安息禮拜；3月9日，林榮順的生前好友、校友、教友及復康團體之義工所組成的「林榮順關注小組」去信盲體會查詢。3月23日，盲體會回應關注小組的質疑，對於多項要求，以「保護當事人私隱權」為由拒絕回應。商業電台的〈在晴朗的一天出發〉節目連續多日跟進情況，節目進行期間更曾收到匿名人士致電，指主持人不應談及他人會務事宜 。其後，盲體會終於2015年6月3日在節目中回應關注小組的質疑 。然而，關注小組後來在其專頁表示盲體會最後根本未有兌現大部分曾許下的承諾，盲體會亦拒絕再回應關注小組的要求，只會間中聯絡負責跟進榮順家人情況的社工 。8月，關注小組成員飛往當時的參賽國之一馬來西亞聯絡其體育總會，對方隨後發電郵予盲體會表示同意向榮順家人提供參賽片段，但盲體會在同年年尾仍只願交出部分的錄影片段 。
2016年3月21日，立法會議員張超雄陪同林榮順關注小組召集人趙芷媛到申訴專員公署要求調查，投訴民政事務局未有妥善監管已註冊為體育總會的盲體會及其管治手法，以及食環署未有積極回應關注小組的訴求，酌情為對體育有貢獻的盲人足球員林榮順盡快安排骨灰龕位 。然而，民政事務局以盲體會並非其轄下長期撥款的機構而拒絕受理，食環署亦拒絕協助提供鑫位，榮順仍未能入土為安。

## 爭議
林榮順關注小組質疑盲體會多次做出不當行為：包括事發當日涉嫌延誤送醫、事後拒絕提供賽事錄影資料、帶領「通靈」人士造訪林家，令家人極為困擾。要求盲體會出面交代，並提供完整錄影，且就其處理手法向林家道歉。
關注小組亦指出：盲體會原本承諾負責骨灰龕位費用，但最終卻嫌龕位太貴而未實踐。

## 外部連結
- Facebook：林榮順關注小組